# Eurosport 3D
Eurosport 3D fue la señal en 3D del canal de televisión europeo especializado en deporte, que se emite por satélite. Estuvo disponible en Europa durante el Roland Garros 2011 en abierto vía satélite en alemán.
El canal pertenece a la empresa francesa Groupe TF1, que también gestiona Eurosport 2 (dedicado a deportes con menor cobertura). Eurosport cuenta desde 2009 con una versión en alta definición en España Eurosport HD. Todos los canales de Eurosport son de pago salvo la versión en alemán, que emite en abierto.